# Colanthelia lanciflora
Colanthelia lanciflora là một loài thực vật có hoa trong họ Hòa thảo. Loài này được (McClure & L.B.Sm.) McClure mô tả khoa học đầu tiên năm 1973.